# Haematopota irrorata
Haematopota irrorata är en tvåvingeart som beskrevs av Macquart 1838. Haematopota irrorata ingår i släktet Haematopota och familjen bromsar. Inga underarter finns listade i Catalogue of Life.